# Nisidzsima Kazuhiko
Nisidzsima Kazuhiko (西島和彦; Cucsiura, Ibaraki prefektúra, 1926. október 4. – Tokió, 2009. február 15.) japán részecskefizikus volt, aki Murray Gell-Mann-nal párhuzamosan kidolgozta az Abraham Pais által megsejtett ritkaságot leíró Gell-Mann–Nisidzsima-összefüggést.